# Белиз (округ)
Бели́з (англ. Belize District) — один из 6 округов Белиза. Расположен в восточной части страны, граничит с округами: Коросаль (на севере), Кайо и Ориндж-Уолк (на западе), Станн-Крик (на юге). На востоке омывается водами Карибского моря.
Площадь составляет 4307 км². Население на 2010 год — 89 247 человек. Столица — город Белиз.
Включает в свой состав ряд островов, среди которых Амбергрис-Кей, Кей-Колкер, Кей-Чапел, Гофс-Кей и др. Крупнейшая река — Белиз.